# Індрі
Індрі, або короткохвостий індрі, або бабакото (Indri indri) — вид приматів з родини індрієвих (Indriidae), який утворює окремий рід Indri. Індрі є найбільшими лемурами, що живуть нині, і мешкають на північному сході Мадагаскару.

## Зовнішній вигляд
Індрі завдовжки досягають від 64 до 90 см. Хвіст, на відміну від усіх інших лемурів, дуже короткий і має завдовжки від 4 до 5 см. Маса індрі становить від 6,5 до 9,5 кг. Задні лапи дуже довгі, великі пальці збільшені та протиставлені решті пальців. Шерсть дуже густа з біло-сіро-чорним візерунком, який за своїм виглядом може варіювати. Особини на півдні ареалу проживання за забарвленням світліші, а на півночі — темніші. Голова, вуха і спина у всіх індрі зазвичай чорна. Вуха великі й волохаті, мордочка майже без волосся.

## Поширення

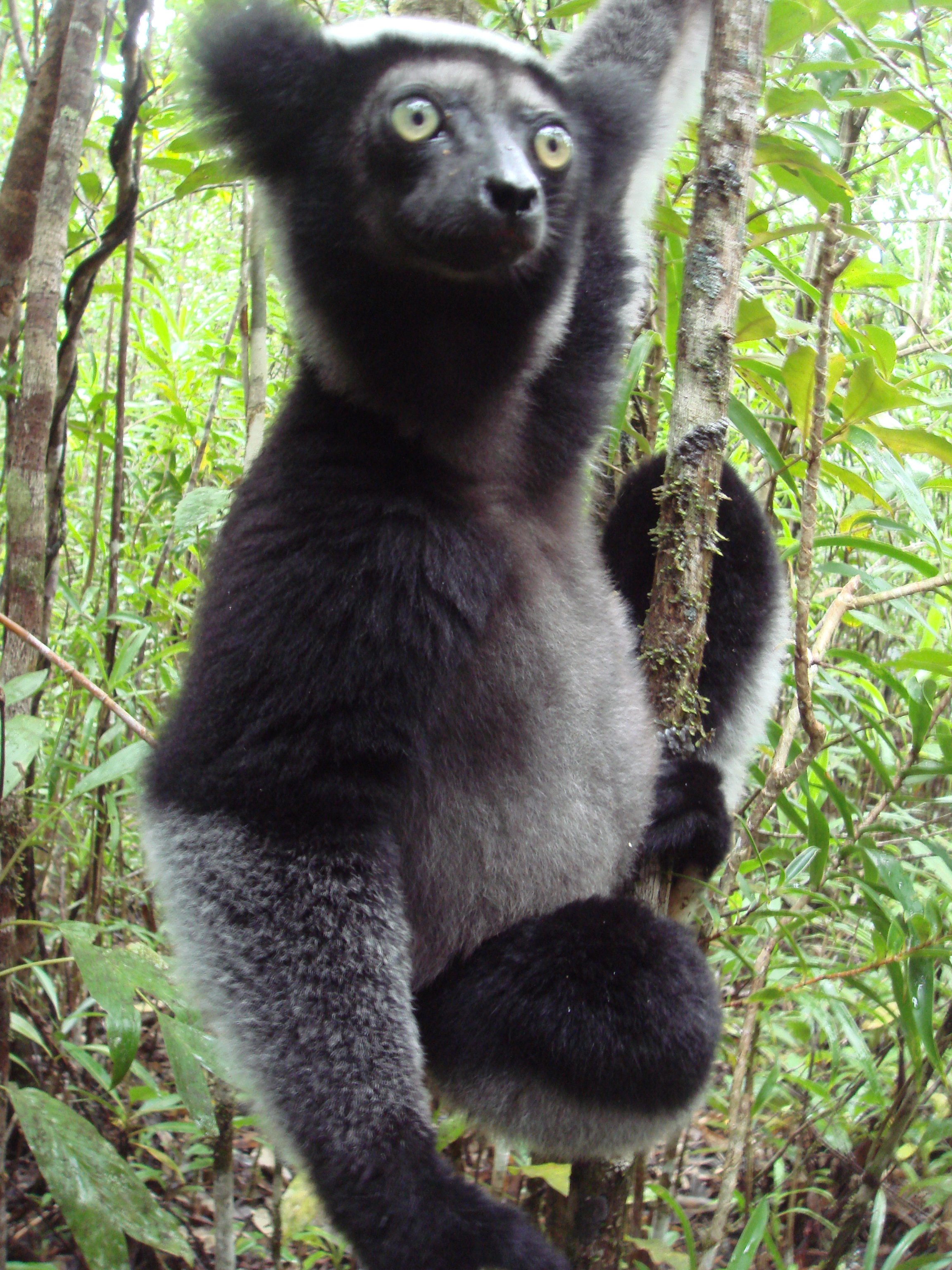
Індрі, що висить на гілці

Індрі, як і всі лемури, мешкають на Мадагаскарі, а їх ареал розповсюдження знаходиться в північно-східній частині острова. Сферою проживання є дощові ліси, де вони можуть зустрічатися до висоти 1800 м над рівнем моря, віддаючи перевагу, однак, нижчим за висотою областям.

## Поведінка
Індрі живуть на деревах і спускаються на землю лише зрідка. Вони пересуваються по гілках перш за все за допомогою своїх сильних задніх лап, стрибаючи з гілки на гілку або лазячи вгору і вниз. На землі індрі пересуваються, як і всі представники родини, стрибаючи на задніх лапах і піднімаючи передні лапи в повітря. З усіх лемурів вони найактивніші в денний час, а вночі пересуваються лише при поганій погоді або при нападі хижака. Можна часто спостерігати, як вони лежать на дереві в розвилці гілок і насолоджуються сонячними променями.
Індри живуть у маленьких групах від двох до п'яти особин, які, як правило, складаються з моногамної пари та її потомства. Самка є домінантною і має при знаходженні їжі пріоритет. Після смерті партнера вона, як правило, знаходить собі нового. Пара володіє чітко окресленим ареалом від 17 до 40 га, який самець маркує секретом зі спеціальних залоз.
Типовим для індрі є гучний спів в ранкові години, з допомогою якого вони заявляють про свої права на територію. Це спів, що звучить, як правило, між 7 і 11 годинами ранку, виконується обома партнерами, його можна чути на відстані 2 км.

## Харчування
Індрі споживають переважно листя, меншою мірою вони вживають фрукти та пелюстки. Іноді вони спускаються на землю і проковтують деяку кількість землі. Як і багато інших рослиноїдних ссавців, індрі компенсують низьку поживність своєї їжі довгими періодами відпочинку.

## Розмноження

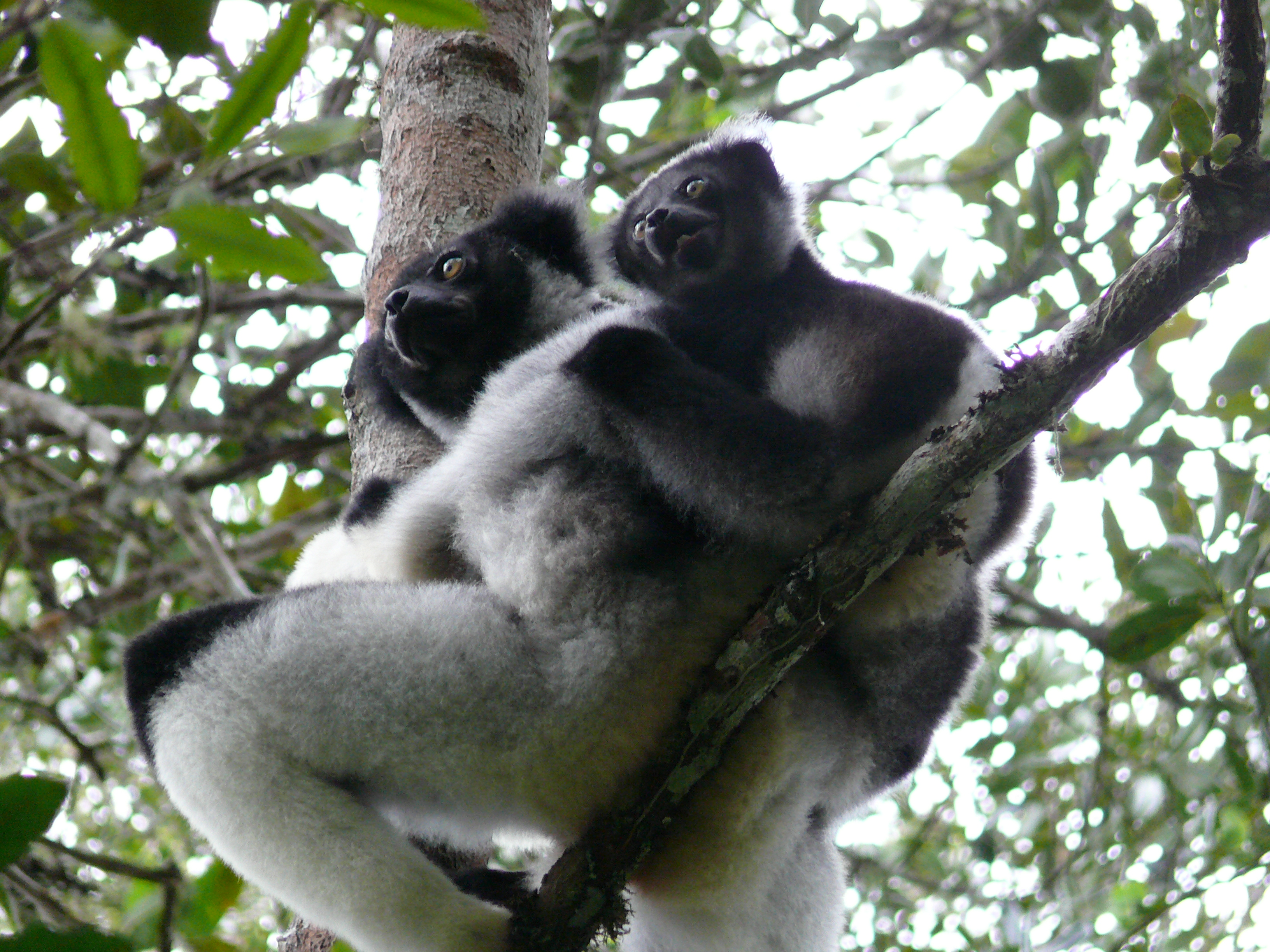
Індрі з дитинчам

Кожні два-три роки самка після п'ятимісячної вагітності народжує на світ по одному дитинчаті. Він чіпляється спочатку за її живіт, пізніше за спину. Після закінчення шести місяців дитинча відвикає від молока матері, а у віці восьми місяців стає самостійним, залишаючись тим не менш ще близько року поблизу батьків. Самки досягають статевої зрілості лише у віці від семи до дев'яти років. Про середню тривалість життя індрі поки точних даних немає.

## Індрі та людина
Слово «Індра» місцевою мовою означає «ось він». Воно є, швидше за все, непорозумінням між дослідниками і малагасійськими провідниками, мовою яких ця тварина називається, власне, «бабакото». Шлюбна вірність індрі, спів і загоряння на сонці призвели до різних забобонів, пов'язаних з ним. Так, згідно з малагасійцями, ці тварини шанують сонце. Крім того, душі померлих на думку малагасійців, продовжують жити в індрі. Подібні забобони до недавнього часу захищали індрі від полювання на них.
Головною загрозою для індрі сьогодні є руйнування їх життєвого простору. Вони не дозволяють утримувати себе під людською опікою, що робить неможливими різні програми з їхнього розведення. На охоронних територіях їх виживання в невеликих масштабах вдалося забезпечити, але, тим не менш, МСОП оцінює їхній статус як «загрозливий».